# Marko Marulić
Marko Marulić (lat. Marcus Marulus Spalatensis) (Split, 18. kolovoza 1450. – Split, 5. siječnja 1524.) bio je hrvatski književnik i kršćanski humanist, otac hrvatske književnosti. Često mu se dodijeva i etnik Splićanin. Ostavio je bogat i raznovrstan opus, koji se odlikuje iznimnom književnom stilizacijom, znanjem i vještinom te sposobnošću prilagodbe raznovrsnoj čitateljskoj publici.
Marulić je ostavio više od 40 djela na hrvatskom, latinskom i talijanskom jeziku pisanih u razdoblju od 50 godina. Tijekom proteklih preko 5 stoljeća su ta djela tiskana više od 530 puta, uz prijevode na engleski, francuski, njemački, nizozemski, češki, mađarski, slovenski, slovački, japanski i španjolski jezik.
Većinu svojih djela pisao je na latinskome jeziku, ali je ostavio i značajna djela na hrvatskome jeziku - koja su vrlo važna za razvoj hrvatskog jezika i književnosti; također nekoliko kratkih spisa na talijanskome jeziku. U svojim latinskim djelima potpisuje se kao Marcus Marulus Spalatensis ili Marcus Marulus Delmata, a u hrvatskim kao Marko Pečenić. Književni uzori bili su mu Biblija, antička književnost i patrologija.
Prva uporaba riječi psihologija pripisuje se Maruliću, u njegovu djelu Psichiologia de ratione animae humanae.
Veličinu Marulićeva  stvaralaštva potvrđuje činjenica da je Thomas More čitao Marulićev Evanđelistar iz 1516. godine u tamnici neposredno pred pogubljenje (1535.) te da je Franjo Saleški uvijek sa sobom nosio Marulićevo djelo Institucije (iz 1506. godine).
U dokumentima mjesne splitske Crkve spominje se Marka Marulića kao "slugu Božjeg" jer je umro na glasu svetosti, ali nije pokrenut službeni postupak beatifikacije.
Odlukom Hrvatskoga sabora 1996. godine 22. travnja obilježava se kao Dan hrvatske knjige u spomen na Marka Marulića koji je na taj dan 1501. godine dovršio Juditu, spjev "u versih harvacki složena". Odlukom Sabora 2021. godina proglašena je Godinom Marka Marulića u spomen na petstogodišnjicu objave Judite, te Godinom čitanja u Hrvatskoj. Vlada Republike Hrvatske proglasila je 2024. godinu Godinom Marka Marulića.

## Životopis
Marko Marulić rođen je 1450. godine u splitskoj plemićkoj obitelji Marulić koja se od 1436. godine nazivala i Pecenić ili Pečenić. Oblik Marulić nalazi se u Juditi. Negovi roditelji bili su Nikola i Dobrica rođena Obirtić (Alberti). Oba su mu roditelja bila pripadnici uglednih plemićkih obitelji. Marulić je bio najstariji od šestorice sinova i dviju kćeri. U Splitu je završio humanističku školu, no ne zna se točno gdje je studirao, prema nekim pretpostavkama u Padovi. Bavio se odvjetništvom u rodnome gradu i obavljao razne gradske dužnosti: egzaminatora (ispitivača, s ovlasti pregledavanja i ovjeravanja notarskih dokumenata) ↓1, sudca, izvršitelja oporuka, svjedoka pri nagodbama i ugovorima, zastupnika u parnicama i tužitelja. Središnja je osoba splitskoga humanističkoga kruga.
O Marulićevim su se mladenačkim godinama stvorila dva oprečna mišljenja: s jedne je strane Frano Božićević Natalis u Marulićevu životopisu napisao da je u mladosti živio raskalašeno, dok je prema drugom gledištu Marulić od početka živio poluisposničkim životom. 
Nakon što je pravničku karijeru započeo 1474. godine, od 1478. godine nastupa pred sudom kao tužitelj, a od 1481. god. je jedan od gradskih sudaca. Desetljećima će se u takvim svojstvima susretati sa splitskim plemićima i uglednim građanima, u kojem će socijalnom krugu održavati društveni ugled. 1480. godine u Mlecima izlazi prvo izdanje njegovog djela Evanđelistar (Evangelistarium) na latinskom djelu, raspravi o pobožnom životu u 7 knjiga: djelo će narednih 20 godina doživjeti čak oko 60 izdanja. U kasnijim godinama opet nastupa kao tužitelj i zastupnik u parnicama. Vodi brigu i o obiteljskom imanju: 16. studenog 1481. godine ser Marcus Pecenich prevozi u Veneciju radi prodaje smokve i vino, te bale sukna za bojenje; 7. siječnja 1482. dovozi lađom u Mletke vino, želatinu i svinjske pečenice. Zbog nekog prijestupa je 3. listopada 1482. god. završio u pritvoru u Splitu, odakle je otpušten uz jamčevino od čak 1000 dukata; izgleda da prijestup nije bio znatan jer se bilježi da je i nakon toga ostao u statusu gradskog suca jednog od kneževih pomoćnika, suca Kurije (iudex curię). U razdoblju nakon 1485. godine sve više se bavi čitanjem, molitvom i pisanjem. Između 1496. i 1499. piše Upućivanje u čestit život po primjerima svetaca (De institutione bene uiuendi per exempla sanctorum) koja će biti tiskana u Veneciji 1507. godine, 1500. godine dovršava prijevod na hrvatski priručnika o kršćanskoj askezi "De imitatione Christi", s hrvatskim naslovom Od naslidovan’ja Isukarstova. 1501. godine dovršava Juditu. 19. srpnja ste godine piše na talijanskom pismo u kojemu kaže su "ovdje, na području Hrvatske" Turci izvojevali veliku pobjedu nad ugarkom i hrvatskom vojskoj, te dobiva glas da su turski konjanici porobili Slavoniju "sve do Zagreba". 1507. godine dovršava djelo Život Svetog Jeronima (Vita diui Hieronymi, djelo otisnuto 1513.). 1507. ili 1508. piše djelo O nasljedovanju Krista (De imitatione Christi), a do 1510. godine piše Pitanje obaju Zavjeta Život (Quęstiones utriusque Testamenti); oba djela su izgubljena. Od 1509. - u životnoj dobi od oko 60 godina - boravi mnogo u pustinjačkog kućici s uz crkvicu sv. Petra na Šolti; ondje se intenzivno bavi književnim radom; u to doba s latinskog prepjevava Petracinu kanconu Vergine bella, kojoj daje hrvatski naslov Blaženoj djevici. Na latinski prevodi Ljetopis Popa Dukljanina, pod naslovom Regum Delmatię atque Croatię gesta (Djela dalmatinskih i hrvatskih kraljeva). Pretpostavlja se da je baš 1510. god. objavljeno prvo izdanje Marulićevog djela na latinskom "Pedeset priča" (Quinquaginta parabolę). Maruliću, kao međunarodno priznatom piscu biva 1513. godine u Baselu izldano novo, raskošno opremljeno De institutione bene uiuendi per exempla sanctorum, a 1514. god. u Erfurtu se objavljuju njegove latinske Pjesme o pouci Gospodina našega Isusa Krista koji visi na križu (Carmen de doctrina Domini nostri Iesu Christi pendentis in cruce). 1517. god. piše pjesmu Tužen’je grada Jerozolima. 1518. godine piše O poroku škrtosti i preziranju bogatstva te o vrlini darežljivosti (De uitio auaritię diuitiisque contemnendis liberalitatisque uirtute); djelo je izgubljeno. 1519. godine u Mlecima izlazi njegovo djelo O poniznosti i slavi Kristovoj (De humilitate et gloria Christi); 1521. O Kristovu posljednjem sudu (De ultimo Christi iudicio, djelo objavljeno prvi put 1901. godine). 1522. godine - dvije godine prije nego će umrijeti - u Rimu na latinskom djelu objavljuje "Poslanicu papi Hadrijanu VI." (Epistola ad Adrianum Vi. Potificem Maximum), gdje se u djelu visoke literarne vrijednosti  i iz pera renomiranog autora, koje očito namijenjenom širem krugu naobraženih čitatelja u Europi progovara o potrebi da kršćanski svijet pomogne hrvatskim područjima koje se tada već desetljećima nalaze na stalnom udaru Osmanske vojne sile.
Marulića se naziva ocem hrvatske književnosti, učenim pjesnikom (poeta doctus) te kršćanskim pjesnikom (poeta christianus). Životopis mu je napisao Frano Božičević Natalis, nazvan Vita Marci Maruli Spalatensis (hrv. Život Marka Marulića Splićanina).
Bio je aktivan u pomaganju hrvatskim knezovima u borbi protiv Turaka. I pjesnikovi pozivi na borbu protiv Turaka zrače hrvatskim rodoljubljem. Hrvati su mu glavni predstavnici borbe protiv Osmanlija pa poimence Ugre i ne spominje u svojoj pjesmi Molitva suprotiva Turkom. 
Tijekom života je putovao u Mletke i Rim, a neko je vrijeme proveo na Šolti, u Nečujmu, što u Ribanju i ribarskom prigovaranju spominje i Petar Hektorović.
Umro je u Splitu 1524. godine, a pokopan je u splitskoj crkvi sv. Frane.

## Stvaralaštvo

### Forma
Marulić preuzima srednjovjekovne sadržaje, ali postavlja ih u nove oblike, vjerojatno utjecajem pokreta laičke pobožnosti, tzv. devotio moderna. Marulićeva povezanost s hrvatskom srednjovjekovnom književnom baštinom očituje se u odjecima glagoljičke Pariške pjesmarice u njegovim stihovima.
Jezik mu je splitska čakavica s umjerenim staroslavizmima, raguzeizmima i štokavizmima, dok latinski odražava srednjovjekovlje i u leksiku i u stilu. Djela su mu trojezična, s opusom na latinskom (80%), hrvatskom i talijanskom (3 pisma i 2 soneta).

### Tematika
Pisao je prozna i pjesnička djela na latinskome i hrvatskome jeziku. Kao kršćanski humanist nastojao je uskladiti antičku mudrost i poetiku s biblijskim profetizmom i kršćanskom duhovnošću. U svojim djelima nadahnjivao se Biblijom i hagiografijom, antičkim klasicima i crkvenim ocima, suvremenim zbivanjima i kršćanskim moralnim načelima. Europsku, ali i svjetsku slavu stekao je duhovnim i moralističkim spisima na latinskom jeziku koji su u 16. i 17. stoljeću doživjeli brojna izdanja i prijevode i bili medu najčitanijim onodobnim duhovnim djelima. Glavni je predstavnik religioznog nadahnuća među humanistima.

## Djela
Marko Marulić u doba turskih napada na dalmatinske gradove piše djelo Judita, kojim želi ohrabriti Splićane i građane ostalih dalmatinskih gradova da se odupru osmanlijskoj opasnosti. Sredinom travnja 2019. godine franjevci opservanti u samostanskoj knjižnici pronašli su trideset knjiga Marka Marulića, među njima i inkunabule (knjige tiskane do 1500. godine) iz osobne biblioteke Marka Marulića s njegovim bilješkama na marginama i nekoliko ilustracija. Nađeno je trideset inkunabula i knjiga tiskanih od 1471. do 1522. godine različita sadržaja: nekoliko izdanja Biblije, klasična rimska djela, izdanja s područja teologije, pravne znanosti, čak i medicine i dr. Uočio se i Marulićev sitnoslikarski dar jer su u knjigama pronađeni brojni crtani ukrasi, manicule i vitice, inicijali i dva veća crteža. Vijest je pred uskim krugom zainteresiranih štovatelja i stručnjaka za Marulovo djelo iznio Zvonko Pandžić. Djela su otkrivena nakon što se nedavno prije otkrića prionulo sistematizaciji knjižnica i arhiva u suradnji s Gradskom knjižnicom Marka Marulića. Dotad su djela bila klasificirana po sustavu veličine knjige, stare knjige, kodeksi i nova izdanja. Uime franjevaca opservanata bili su zaduženi fra Šime Škibola i Bernardin Škunca te jedna knjižničarka. Znali su da je Marulić oporučno samostanu na Poljudu ostavio nekoliko knjiga iz svoje knjižnice. Dolaskom Zvonka Pandžića mnogo se promijenilo, Pandžić je prema Marulićevu rukopisu na marginama otkrio da je mnogo više ostavljeno knjiga nego se mislilo te je zasad izdvojio trideset takvih volumena. Vjerojatno je nešto ostavio i konventualcima u crkvi sv. Frane na obali, gdje je bio pokopan, premda im nije oporučno ostavio građu.

### Hrvatska djela
- Judita (napisana 1501., objavljena 1521.), u versi haruacchi slozhena., religiozni je ep na hrvatskome jeziku i čakavskome narječju, nadahnut starozavjetnom junakinjom Juditom, onodobnim zbivanjima (osmanlijski prodor u hrvatske zemlje), a istodobno je i tumač kršćanskog svjetonazora. Marulić u Juditi spaja bibilijske motive zajedno s motivima kraja u kojemu živi (motiv kićenja splitskih žena u razdoblju u kojemu je on živio). Znameniti stih kojim je pisana Judita Marulić preuzima od starih poeta, a način pisanja od starohrvatskih pisaca, tzv. začinjavaca.
- Suzana – biblijska poema u 780 stihova, na kraju djela spominje hrvatske knjige, a tematizira biblijsku priču babilonskoj Židovki lažno optuženoj za preljub.
- Molitva suprotiva Turkom – pjesma u 172 dvostruko rimovana dvanaesterca protuturske tematike, napisana između 1493. i 1500. godine. U pjesmi je skriven akrostih Solus Deus potes nos liberare de tribulatione inimicorum Turcorum sua potentia infinita, "Samo nas Bog, svojom svemoćnom rukom, može spasiti od nevolje naših neprijatelja Turaka", koji je otkrio Luko Paljetak. Pretpostavlja se da su na nj utjecali Juraj Šižgorić svojom Elegijom o pustošenju Šibenskog polja te srednjovjekovna pjesma Spasi, Marije, tvojih vjernih iz Tkonskog zbornika. Marulić je ovim djelom utjecao na Zoranićeve Planine u kojima pjeva ganku pastira Marula aludirajući na Turce, zatim na Petra Lučića i djelo Molitva Bogu protiv Turkom te na Primoža Trubara i djelo Pjesni zuper Turke.
- Tuženje grada Hjerosolima – lamenti protuturske tematike.
- Dobri nauci, Divici Mariji, Od uskarsa Isusova, Utiha nesriće (dijaloška pjesma), Od uzvišenja Gospina, Svrh muke Isukrstove, Uredi duhovni, Stumačenje Kata – nabožne i moralističke pjesme.
- Spovid koludric od sedam smartnih grihov, Anka satira, Poklad i korizma – svjetovna poezija, pjesme posvećene sestri Biri.
- Oficij Blažene Dive Marije, Od naslidovanja Isukarstova – prijevodi s latinskog, potonji iz izvornika Tome Kempenskog, De imitatione Christi.
- Govoren'je svetoga Bernarda od duše osujene – dramski tekst.
- dva pisma Katarini Obirtić – uz prozne dijelove u Juditi, jedini prozni hrvatski tekstovi.
- Čten’je života i muke blaženoga i sfetoga Dujma – žića o životu sv. Dujma
- Čten’je života i muke blaženoga Staša mučenika – žića o životu Svetog Anastazije (Staša)
- Čten’je prinesen’ja telez svetoga Staša i svetoga Dujma iz Solina grada u Split grad
- Pjesma u čast sv. Lovrinca

#### Djela koja se obično pripisuju Maruliću
- Prikazanje historije svetoga Panucija – dramski tekst kao adaptacija talijanskog predloška Fea Balcarija.
- Skazan'je od nevoljnoga dne od suda ognjenoga – dramski tekst.

### Latinska djela
- Davidias ("Davidijada") religiozni je junačko-povijesni ep u 14 knjiga sa 6765 heksametara. Ep je napisan po Vergilijevu uzoru u klasičnom latinskom jeziku, s nekim primjesama biblijskog i srednjovjekovnog latiniteta i posjeduje znatne umjetničke kvalitete. U djelu spaja biblijske (priča o kralju Davidu) i antičke motive, ali s izrazito kršćanskom tendencijom, pri čemu je cijelo djelo alegorija: David je Krist, a Šaul Židovi, a na kraju se djela nalazi ključ za otkrivanje analogije, Tropologica Davidias expositio. Prvi je put izdana kasne 1954. godine.
- De humilitate et gloria Christi ("O poniznosti i slavi Krista") – kristološka je rasprava iz 1518. godine u kojem dokazuje Židovima da je Krist obećani Mesija.
- De institutione bene vivendi per exempla sanctorum ("Pouke za čestit život prema primjerima svetaca") – moralistički je spis biblijskoga i hagiografskog nadahnuća, zbirka poučnih pričica i anegdota, religiozno, moralno i poučno djelo u šest knjiga iz 1498. godine. To je njegovo u svijetu najprevođenije djelo, koje je za njegova života prevedeno čak i na japanski jezik, a tiskano je šezdesetak puta (četiri puta za života).
- De ultimo Christi iudicio ("O posljednjem sudu Kristovu") – retorički najdotjeraniji Marulićev tekst, nastao oko 1520. godine, a prvi je put izdano 1901. godine.
- De veteris instrumenti viris illustribus commentarium ("Sažeti prikaz slavnih muževa Starog zavjeta") – kompendij je Starog zavjeta iz 1517. godine, prvi put izdano 1901. godine.
- Dialogus de Hercule a Christocolis superato ("Dijalog o Herkulu kojega su nadvisili Kristovi štovatelji") – dijalog je nastao oko 1519. godine, a tiskan je 1524. godine. U dijalogu Pjesnik i Teolog raspravljaju o uporabi mitologije (Heraklo) i alegorije u pjesništvu. U posveti se Marulić divi Erazmu Roterdamskom.
- Epistola Marci Maruli Spalatensis ad Adrianum VI. ("Pismo Marka Marulića Splićanina Hadrijanu VI.") – pismo je Hadrijanu VI. kao apel za uspostavu sloge među katoličkim vladarima da se zajedno odupru Turcima.
- Evangelistarium ("Evanđelistar")  – sustavna je moralistička rasprava u sedam knjiga, nastala u razdoblju od 1480. do 1500. godine, tiskana šezdesetak puta. U djelu se govori o etičkim načelima i moralnim dužnostima kakva se očekuju od jednog kršćanina, a temelj su tri kreposti: vjera, nada i ljubav.

- Grata salutatrix – elegijska je poslanica Frani Božičeviću Natalisu.
- In epigrammata priscorum commentarius – tumač starih natpisa nastao poslije 1503. godine, posvećen Dmini Papaliću.
- In somnum diurnum – tužaljka je Frani Martinčiću.
- Regum Dalmatiae et Croatiae gesta – slobodan je prijevod dijela Ljetopisa Popa Dukljanina, tzv. Hrvatske kronike, nastao 1510., a prvi put izdan 1666. godine, posvećen Dmini Papaliću.
- Repertorium ("Repertorij"), Multa et varia ("Sve i svašta") – izvadci su iz Biblije te antičkih i humanističkih djela, prvi put tiskani 1998. godine.
- Quinquaginta parabolae ("Pedeset prispodoba") zbirka je pripovjedaka iz 1510. godine posvećena Tomi Nigeru, a uzor su novozavjetne priče.
- Vita divi Hieronimi ("Život sv. Jeronima") – djelo iz 1507. godine, a prvi je put izdana kasne 1994. godine. Priložena mu je polemička rasprava protiv onih koji tvrde da je sveti Jeronim bio Talijan.
- Marci Maruli eiusdem Epigrammata ("Epigrami", poznatiji kao "Glasgowski stihovi") – ciklus 141 epigrama nastajao kroz dulje vrijeme, otkriven tek 1995. godine u prijepisu, Hunterovom kodeksu u Glasgowu, a na hrvatski preveden i objavljen 1999. godine, zanimljiv zbog svojih počesto vulgarnih tema, inspiriranima Katulom i Ovidijem

Marulić je pisao i druge latinske pjesme: elegije, epigrame, poslanice, stihovane svetačke životopise, himne, čak i ljubavne pjesme. Poznate su pjesme Carmen de doctrina u osamdesetak izdanja te Hymnus ad deum.

### Samo po naslovu poznata djela
- Psichiologia de ratione animae humanae ("Psihologija o temelju ljudske duše") – djelo je samo sačuvanog naslova iz popisa Marulićevih radova u Natalisovom popisu Marulićevih radova u knjizi Vita Marci Maruli Spalatensis. Prema tomu sadržava prvo spominjanje termina psihologija u književnim izvorima,[20] dakle čak šezdesetak godina prije njemačkog filozofa Rudolfa Gockela (Rudolf Goclenius, 1590. godine, rabeći grčki alfabet),[5] kojeg se u literaturi obično spominje kao tvorca navedenog pojma.
- Quaestiones utriusque testamenti, de pace Italia carmen heroicum

### Prijevodi na druge jezike
- Judita, na engleski (Henry R. Cooper Jr., 1991.), mađarski (István Lőkös, 1999.), talijanski (Luciana Borsetto, 2001.), francuski (Charles Béné, 2002.) i litavski (studenti kroatistike Sveučilišta u Vilniusu pod vodstvom Roberta Bebeka, 2007.).[21]

## Prijevodi s drugih jezika
Na hrvatski je oko 1500. godine preveo djelo Tome Kempenca Nasljeduj Krista pod naslovom Od naslidovan`ja Isukarstova i od pogarjen`ja tašćin segasvitnjih.

## Galerija
- Evanđelistar Marka Marulića, objavljen na španjolskom jeziku u Madridu, 1655.
- Stranica Marulićeva Evanđelistara, s pribilješkama engleskoga kralja Henrika VIII., čuva se u Britanskoj knjižnici.
- Slika Marka Marulića u knjizi Ljetopis Društva hrvatskih književnika u Zagrebu: za godine 1900-1903: sa 7 slika.
- Spomenik na Marulićevu trgu u Zagrebu, djelo Vlade Radasa.
- Poštanska marka s Marulićevim likom (FNR Jugoslavija, 1951.).
- Spomen ploča ispod spomenika Marku Maruliću ispred zgrade HDA.
- Spomenik Marku Maruliću, djelo Slavomira Drinkovića (Julius-Morgenroth-Platz, Wilmersdorf).
- Portret Marka Marulića na naličju hrvatske prigodne eurokovanice od 2€ 2024. godine.